# William Wilson
Pour les articles homonymes, voir William Wilson (homonymie) et Wilson.
William Wilson est une nouvelle publiée par Edgar Allan Poe en octobre 1839 dans le Burton's Gentleman's Magazine, qui fait partie du recueil Nouvelles histoires extraordinaires, avec une traduction de Charles Baudelaire. Avant cela, la nouvelle a été traduite en français en décembre 1845 dans le journal La Quotidienne, ce qui en fait la première nouvelle de Poe à avoir été traduite dans une langue étrangère.

## Résumé
Cette nouvelle écrite à la première personne raconte la vie du narrateur qui choisit le pseudonyme de William Wilson. L'histoire commence dans la campagne anglaise, dans une école où le personnage particulièrement intelligent et manipulateur commence son éducation en compagnie d'autres écoliers. Un nouvel arrivant va bouleverser sa vie. Ce nouvel écolier porte le même nom que celui du narrateur et va calquer le comportement et les attitudes de ce dernier, son seul défaut étant qu'il ne peut élever la voix au-delà d'un chuchotement. De plus, il est le seul à rivaliser avec lui, contestant ainsi sa supériorité sur ses autres camarades. Le narrateur va s'en irriter jusqu'à quitter l'école pour poursuivre ses études à Oxford où il s'initie aux vices du jeu.
Un soir, alors qu'au moyen de duperies il ruine un riche étudiant, un homme au visage couvert intervient et dénonce ses tricheries aux autres étudiants qui le prient de partir. Le narrateur fuit et poursuit son destin à travers l'Europe où son double intervient et met à bas ses plans. Au cours d'un bal masqué à Rome, le narrateur retrouve son adversaire, habillé exactement comme lui, et l'embroche avec son épée. Il s'en détourne un instant et quand il lui fait face à nouveau, il ne voit plus qu'une glace dans laquelle il se reconnaît pâle et barbouillé de sang. Cette image de son double agonisant lui dit alors (d'un ton normal et non en chuchotant comme il l'avait toujours fait auparavant) : « Tu as vaincu, et je succombe. Mais dorénavant, tu es mort aussi, mort au Monde, au Ciel et à l'espérance. En moi tu existais, et vois dans ma mort, vois par cette image qui est la tienne, comme tu t'es radicalement assassiné toi-même. »

## Inspiration
Le cadre de cette nouvelle est semi-autobiographique, s'appuyant sur les études de Poe en Angleterre quand il était enfant. Le village anglais du début de l'histoire est Stoke Newington et son école se base sur la Manor House School, où Poe a étudié de 1817 à 1820. Le nom du principal de l'école fictive, le révérend Bransby, est le même que celui du principal de Poe à la Manor House School. Cette école a depuis été démolie. Poe a également reconnu que l'idée de l'irritation qu'on peut ressentir à rencontrer quelqu'un portant le même nom que soi, ruinant ainsi un sentiment de singularité, lui a été inspiré par un article de Washington Irving. 

## Analyse
William Wilson explore clairement le thème du double, qui hante ici le narrateur et le conduit à la folie. Pour Arthur Hobson Quinn, biographe de Poe, le double de Wilson représente sa conscience. Cette division du soi est renforcée par le fait que le narrateur admet que William Wilson est en fait un pseudonyme. Le choix du prénom (William, pouvant se lire Will i am  « Est-ce que je suis ? ») et du nom (Son of Will ce qui signifie « Fils de la volonté » en anglais) est intéressant, évoquant le fait que le narrateur a lui-même voulu se confondre avec le double qui partage ce nom. 
Poe a écrit cette histoire très soigneusement et avec subtilité. Les phrases sont équilibrées, avec très peu d'adjectifs, et il y a peu d'images concrètes au-delà de la description de l'école de Wilson. Le rythme est délibérément lent et mesuré avec l'utilisation d'un style soigné et de longues phrases. Plutôt que de créer un effet ou une ambiance poétique, comme il le recommande dans son essai The Philosophy of Composition, Poe crée ici un récit basé sur la rationalité et la logique.  

## Adaptations
Au cinéma, l'histoire de William Wilson est racontée dans Pierrot le Fou (1965), de Jean-Luc Godard, et dans Histoires extraordinaires (1968), film à sketches de Federico Fellini, Louis Malle et Roger Vadim dont la partie William Wilson est réalisé par Louis Malle avec comme principaux interprètes Alain Delon et Brigitte Bardot.
Des parallèles ont également été établis entre William Wilson et Fight Club.
Dans le roman Cité de verre (Trilogie new-yorkaise) de Paul Auster, le personnage principal, le romancier Quinn, utilise le pseudonyme de William Wilson pour ses œuvres.